# Rata Langa

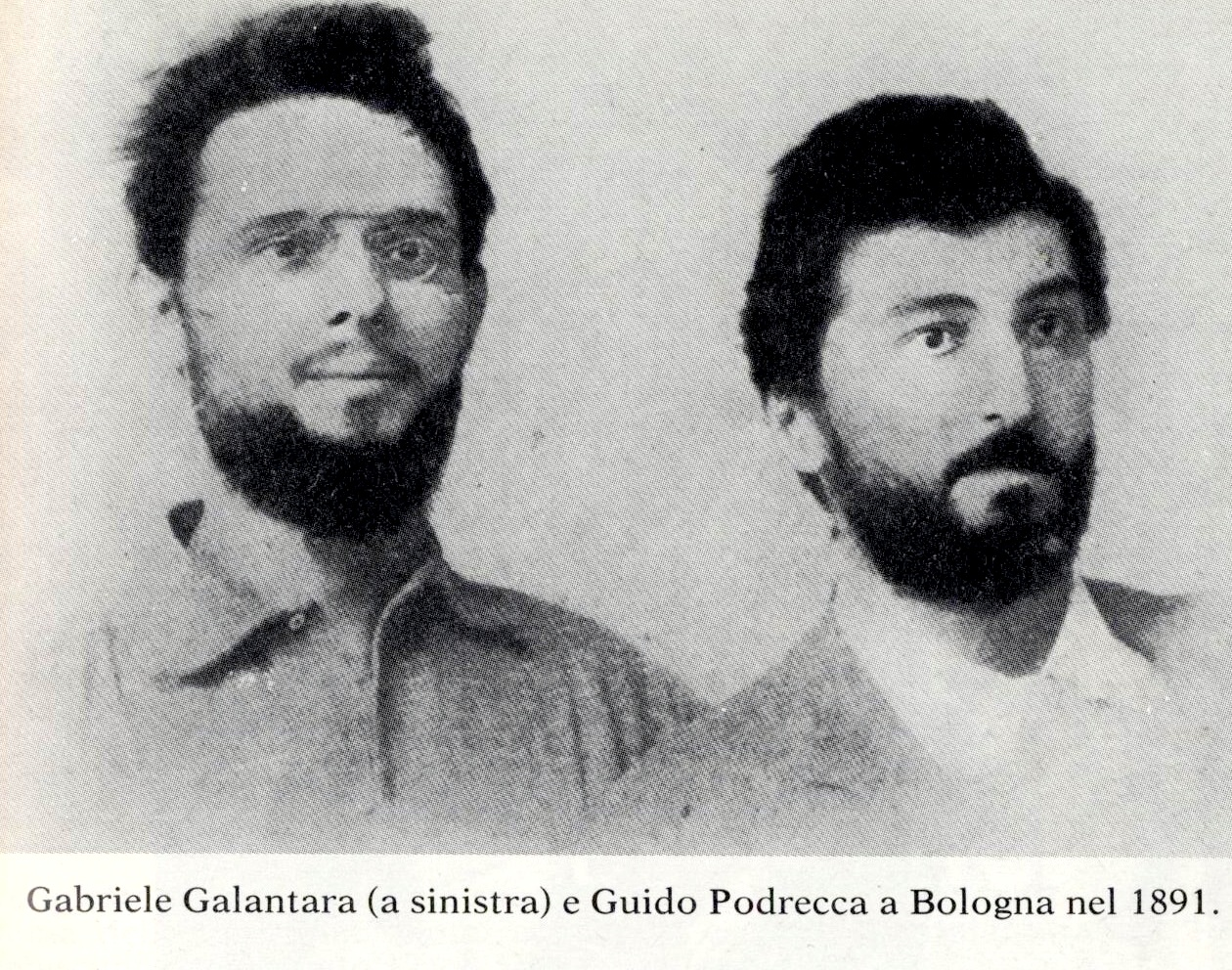
Gabriele Galantara (links) und Guido Podrecca im Jahr 1891.

Rata Langa (* 1865 in Montelupone, Region Marken; † 1937 in Rom; eigentlich Gabriele Galantara) war der Grafiker und Karikaturist der italienischen Satirezeitschrift L’Asino (gegründet 1892). Seine Karikaturen wurden auch in der deutschen Satirezeitschrift Der Wahre Jacob abgedruckt.
In Italien hatte Rata Langa einen künstlerischen Rang, der mit dem von Thomas Theodor Heine in Deutschland vergleichbar war. Er war weit über die Grenzen seiner Heimat hinaus bekannt. Er war überzeugter Sozialist; seine Karikaturen richteten sich unter anderem gegen den Klerus und gegen den Militarismus.
Das Pseudonym Rata Langa oder Ratalanga ist ein Anagramm seines Nachnamens.

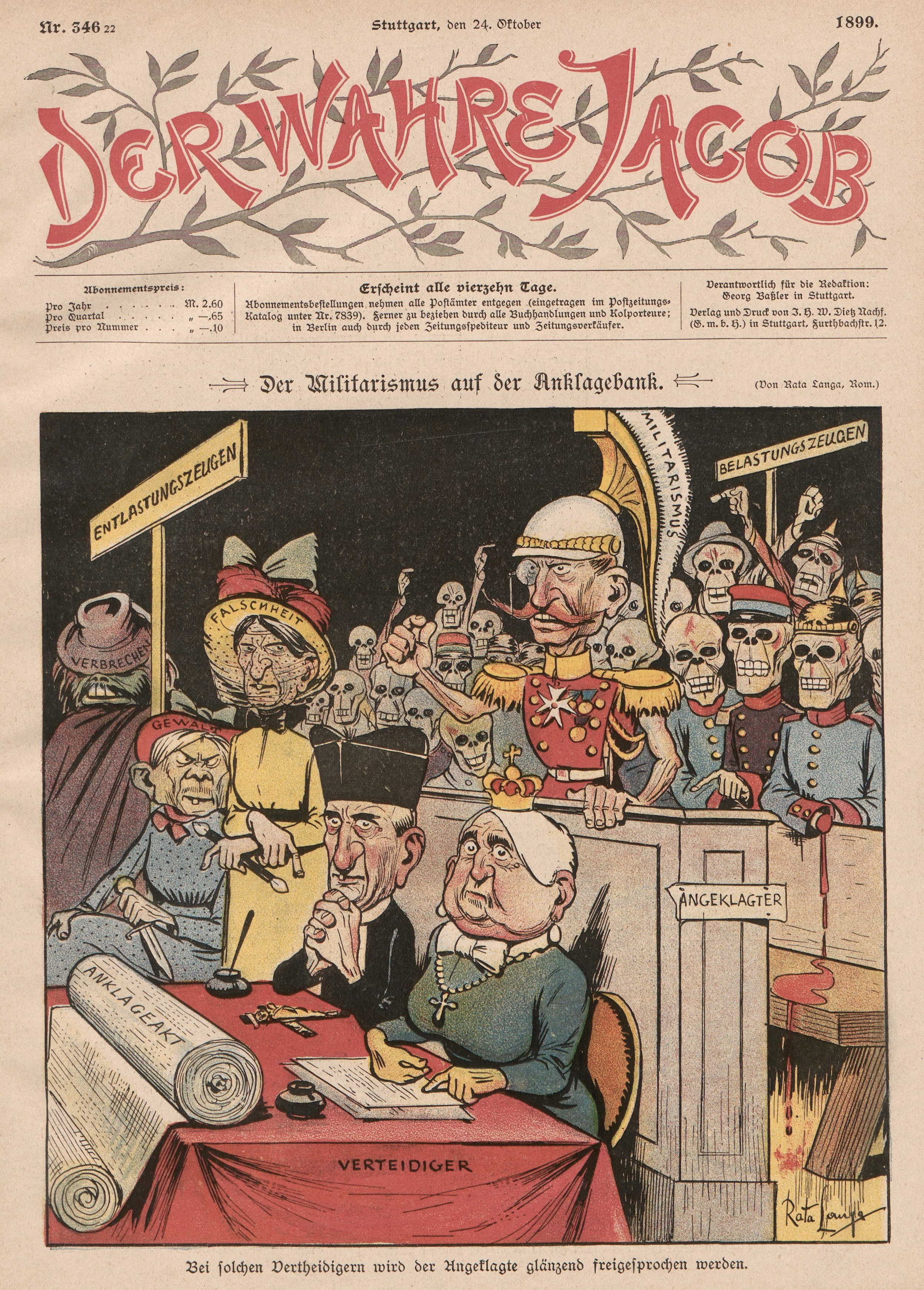
Der Militarismus auf der Anklagebank: Bei solchen Verteidigern wird der Angeklagte glänzend freigesprochen werden, Karikatur in Der wahre Jacob, Nr. 346, 1899.
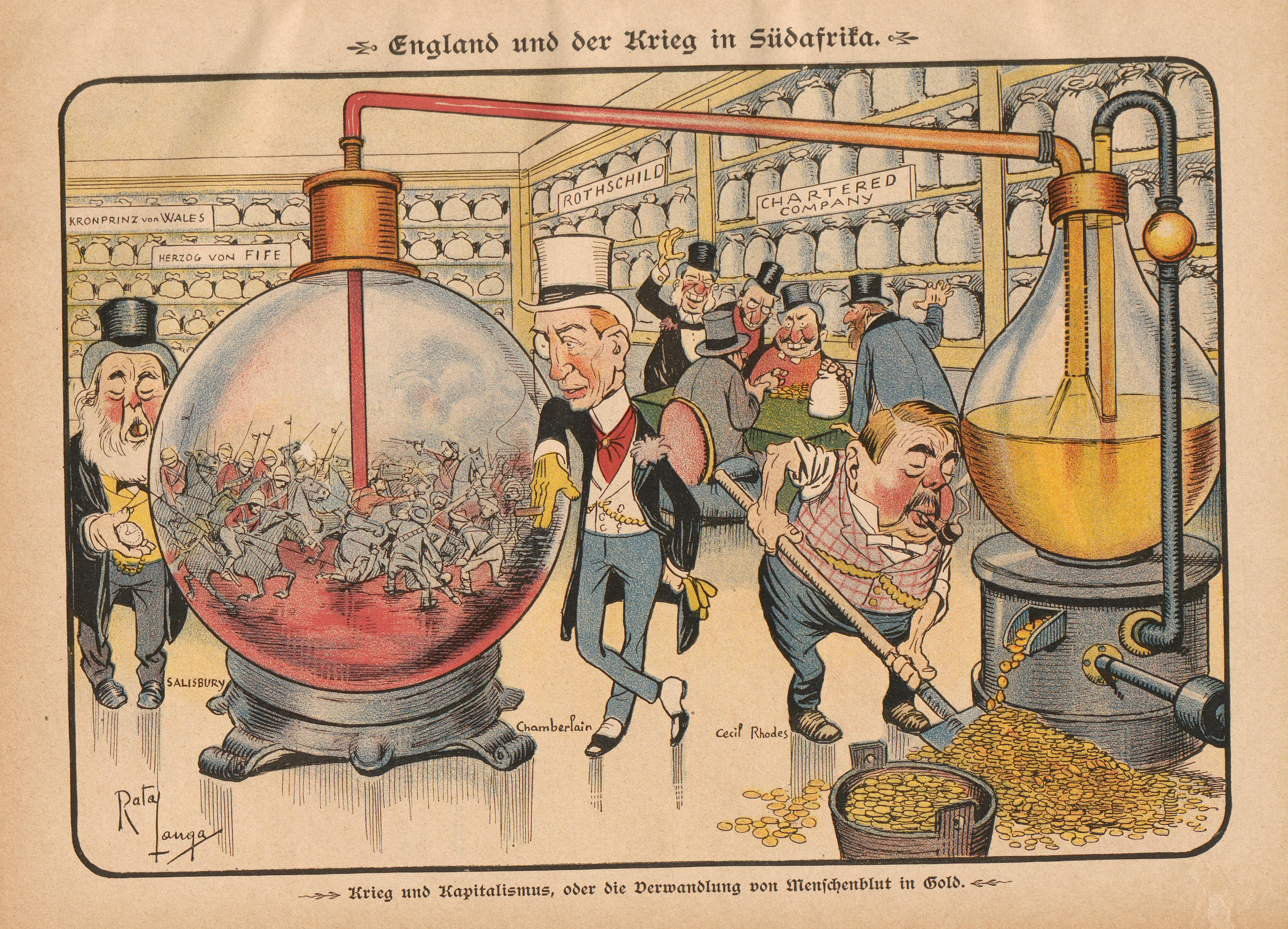
England und der Krieg in Südafrika, Karikatur in Der wahre Jacob, Nr. 349, 1899.